# Оринџ Лејк (Њујорк)
Оринџ Лејк (енгл. Orange Lake) насељено је место без административног статуса у америчкој савезној држави Њујорк.

## Демографија
По попису из 2010. године број становника је 6.982, што је 897 (14,7%) становника више него 2000. године.
| Група             | 2000.         | 2010.         |
| Белци             | 4.480 (73,6%) | 4.060 (58,1%) |
| Афроамериканци    | 764 (12,6%)   | 1.309 (18,7%) |
| Азијати           | 89 (1,5%)     | 283 (4,1%)    |
| Хиспаноамериканци | 737 (12,1%)   | 1.300 (18,6%) |
| Укупно            | 6.085         | 6.982         |